# Sigfox
Sigfox est un opérateur de télécommunications français créé en 2009 par Christophe Fourtet et Ludovic Le Moan et implanté à Labège, commune de la banlieue toulousaine. C'est un opérateur télécom de l'Internet des objets. En France, fin 2020, son réseau cellulaire comporte 2 600 antennes. L'opérateur a annoncé en juin 2021 sa volonté de s'étendre en Afrique et au Moyen-Orient.
Sigfox est spécialisé dans l'IoT (Internet of Things - internet des objets) grâce à un réseau bas débit dit "0G". Il contribue à l'IoT en permettant l'interconnexion via une passerelle. Sa technologie radio UNB (en) (« Ultra narrow band ») lui permet de bâtir un réseau cellulaire bas-débit, économe en énergie. Ce type de réseau est déployé dans certaines bandes de fréquences ISM, disponibles mondialement sans licence. En Europe, la bande de fréquence ISM utilisée est celle de 868 MHz et les technologies de modulation sont DBPSK et GFSK.

## Historique
La société est fondée en 2009.
Fin avril 2014, Anne Lauvergeon prend la tête de son conseil d'administration.
L'entreprise a procédé à plusieurs levées de fonds pour investir sur ses solutions et accélérer son développement, notamment en 2012 d'un montant de 10 M€, en 2014 d'un montant de 15 M€, en 2015 d'un montant de 100 M€ et en 2016 d'un montant de 150 M€.
La levée de fonds de 2014 s'est faite autour d'Idinvest Partners, le fonds « Ambition Numérique » géré par Bpifrance, d'Elaia Partners, d'Intel Capital, d'Ixo Private Equity, et de Partech Ventures,.
En 2015, la startup réalise une levée de fonds de 100 millions d'euros auprès d'acteurs industriels comme Engie ou Air liquide et des entreprises de télécoms comme Telefónica ou SK Telecom.
En 2016, lors d'une levée de fonds record de 150 millions d'euros de nouveaux investisseurs prennent part au Capital de Sigfox : Salesforce, Total, Henri Seydoux, Alto Invest, Swen CP,
De juin 2015 à mars 2017, Xavier Drilhon, ancien directeur d'Oberthur Technologies a été le directeur général délégué de Sigfox,.
L'exercice 2018 a frôlé l'équilibre mais s'est traduit finalement par une perte de 136 000 euros.
En septembre 2019 Sigfox est pressenti pour faire partie du Next40, liste qui rassemble les 40 sociétés non cotées de la French Tech qui ont le potentiel de devenir des champions européens voire mondiaux dans leur secteur.
En février 2021, le cofondateur de Sigfox Ludovic Le Moan cède son poste de directeur général à Jeremy Prince, jusqu'alors directeur de l’activité aux Etats-Unis.
La société a annoncé le 26 janvier 2022 son placement en redressement judiciaire.
Le 21 avril 2022, le Tribunal du Commerce de Toulouse désigne UnaBiz comme repreneur de Sigfox. L'entreprise basée à Singapour a d'ailleurs été fondée par un ancien salarié de Sigfox. Deux ans après son rachat Sigfox s'approche du seuil de rentabilité et les premiers bénéfices sont attendus fin 2024.

## Technologie
Sigfox utilise une technologie propriétaire qui utilise une bande industrielle, scientifique et médicale, sur les fréquences 868 MHz en Europe et 902 MHz aux États-Unis. Cette technologie permet d'obtenir des signaux atteignant de grandes distances (elle est appelée «Ultra narrowband» ) et requiert peu d'énergie ; elle fait partie de la catégorie des LPWAN : Réseaux sans fil à Basse Consommation et Longue Distance, tout en supportant une communication bidirectionnelle limitée.
Sigfox ne peut utiliser la bande ISM que 1 % du temps, soit, par abonné, 140 messages montants maximum par jour qui peuvent contenir chacun une charge utile de 12 octets (en excluant les en-têtes et les métadonnées de signal qui contiennent entre autres les informations d'authentification de l'objet), ainsi que jusqu'à 4 messages descendants par jour, pouvant contenir chacun une charge utile de 8 octets.
Ce réseau UNB, combiné à une diversité fréquentielle, temporelle et spatiale, permet une longue portée et une haute qualité de service.
Le signal peut être utilisé pour couvrir de vastes territoires, et atteindre des objets en sous-sol.

## Déploiements
Sigfox est partenaire de plusieurs firmes, comme Texas Instruments, Silicon Labs, ON Semiconductor.
En France, Sigfox opère et commercialise son réseau. À l'international, il s'appuie sur des opérateurs partenaires, désignés sous le vocable Sigfox Operators (SO).
La technologie Sigfox s'adapte à des objets connectés divers et variés comme les panneaux publicitaires, les alarmes et beaucoup d'objets connectés liés au contrôle de la température dans le milieu professionnel. Depuis le 4 décembre 2018, Sigfox est nativement présent dans la Freebox Delta de Free, et permet la communication d'objets connectés issus de la domotique.
Les opérateurs partenaires sont notamment SqwidNET en Afrique du Sud, IDEO Caraibes en Antilles françaises, Thinxtra en Australie, Engie M2M en Belgique, WND au Brésil, PHAXSI en Colombie, IoT Denmark au Danemark, ConnectedFinland en Finlande, NetTrotter en Italie, VT Networks en Irlande, IO Connect sur les Îles de La Réunion, Maurice et Mayotte, Kyocera Communication Systems Co. au Japon, RMS.lu S.A. au Luxembourg, IoTMalta à Malte, IoTNet Mexico au Mexique, Thinxtra en Nouvelle-Zélande, Omantel à Oman, Aerea aux Pays-Bas, VITI en Polynésie française, NarrowNet au Portugal, Simple Cell en République Tchèque, Arqiva au Royaume-Uni, HELIOT en Suisse, UnaBiz à Singapour, UnaBiz à Taiwan. Sigfox détient son propre réseau en France, en Allemagne, en Espagne et aux États-Unis.
Des déploiements plus ponctuels autour d'une ville existent également :
- Santiago, Chili ;
- Umea, Suède ;
- Varsovie, Pologne ;
- Graz, Autriche ;
- Mumbai, Inde ;
- Séoul, Corée.

Sigfox projette de renforcer son déploiement international.